# Bonneuil (Indre)
Bonneuil é uma comuna francesa na região administrativa do Centro, no departamento Indre. Estende-se por uma área de 11,22 km². Em 2010 a comuna tinha 77 habitantes (densidade: 6,9 hab./km²).